# 莫納斯特雷茨 (利沃夫區)
49°32′34″N 23°41′40″E / 49.54278°N 23.69444°E
莫納斯特雷茨（羅馬化：Monastyrets）是烏克蘭西部的村莊，隸屬利維夫州的利維夫區。該村始建於1939年，面積31.1平方公里，海拔高度258米，2024年人口200，人口密度每平方公里8.78人。